# Потапов, Леонид Павлович
Леони́д Па́влович Пота́пов (6 июля 1905, Барнаул — 9 октября 2000, Комарово) — советский и российский этнограф, доктор исторических наук, профессор, лауреат Государственной (Сталинской) премии СССР, заслуженный деятель науки РСФСР (1965) и Тувинской АССР. Крупнейший исследователь истории и культуры алтайцев, шорцев, хакасов, тувинцев и некоторых других народов Южной Сибири. Награждён орденами и медалями.

## Образование и начало научной деятельности
Родился и получил среднее образование в Барнауле. Участвовал в научных поездках к алтайцам алтаеведа А. В. Анохина. Обучался по специальности «этнография» на географическом факультете Ленинградского Государственного университета, деканом которого в тот период был Л. Я. Штернберг, читавший ряд курсов по этнографии. Этнографию палеоазиатских народов и историю религии вел В. Г. Богораз. Этнографию славян — Д. К. Зеленин, антропологию — С. И. Руденко и Р. П. Митусова, по тюркским языкам готовили будущие академик А. Н. Самойлович и член-корреспондент АН СССР С. Е. Малов. На факультете преподавали также начинающие И. Н. Винников, С. В. Иванов, Я. П. Кошкин.
Студент Л. П. Потапов под руководством В. Г. Богораза и Л. Я. Штернберга начал делать первые шаги в науке: самостоятельную научную и экспедиционную деятельность по изучению тюркоязычных народов Саяно-Алтая. В 1925, 1926 и 1927 гг. собирал этнографический материал на Алтае. Зимний промысел 1927 г. Л. П. Потапов провел с охотниками-шорцами, вел этнографические записи, участвовал в ритуалах и обрядах. Ездил к шорцам также в 1927—1934 гг., что дало материал для статей и фундаментальной работы «Очерки по истории Шории», М.-Л., 1931).

## Довоенный и военный периоды
После окончания университета в 1928 году Потапов был направлен в Наркомпрос Узбекской ССР, где получил назначение заведующим отделом научных учреждений Главнауки Наркомпроса. В должности старшего научного сотрудника в местном НИИ организовывал этнографические экспедиции в различные районы Узбекистана. Собранные материалы были обработаны и опубликованы в 1995 году Якобом Таубе.
В 1930 году Л. П. Потапов поступил в аспирантуру Академии наук СССР, по окончании которой возглавлял отдел Сибири и этнографическую часть Государственного музея этнографии народов СССР. Также занимался исследованиями в Институте истории материальной культуры АН СССР.
В 1939 году Учёный совет Ленинградского государственного университета присудил Л. П. Потапову степень кандидата исторических наук по представленной для защиты монографии «Пережитки первобытнообщинного строя народов Алтая», помимо этого им уже было опубликовано более 30 статей и монографий.
Л. П. Потапов участвовал в мероприятиях по обороне Ленинграда, в блокаду продолжил научную работу, готовил к эвакуации музейные коллекции. В 1942 году выехал по дороге жизни в Новосибирск, а затем в Барнаул и Горно-Алтайск, где краткое время преподавал в Горно-Алтайском педагогическом институте.
В 1943—1946 годах — докторант Института этнографии им. Н. Н. Миклухо-Маклая АН СССР. За работу «Алтайцы» ему была присуждена учёная степень доктора исторических наук, затем учёное звание профессора.

## Послевоенный период
Защитив докторскую диссертацию, Л. П. Потапов работал в Институте этнографии сначала научным сотрудником, а с 1947 г. заведующим сектора Сибири. С 1948 г., возглавляя Ленинградскую часть данного института, занимал должность заместителя директора Института этнографии. Одновременно руководил Музеем антропологии и этнографии АН СССР и сектором Сибири.
С 1946 г. возглавляя Хакасскую этнографическую экспедицию, уделял особое внимание проблемам социально-экономического развития хакасов, присоединения Хакасии к России, культуры хакасов в свете исторических связей с русским народом, происхождения и формирования хакасского этноса. В 1946 году подал докладную записку на имя И. В. Сталина, где, с подробными мотивировками, указал, что название города Ойрот-Тура и Ойротской автономной области не соответствует действительности, так как алтайцы не являются ойротами. После отправки докладной записки он сам, и его семья стали ожидать ареста. Вместо этого в 1948 году город Ойрот-Тура и Ойротскую автономную область переименовали в город Горно-Алтайск и Горно-Алтайскую автономную область. Книга «Очерки по истории алтайцев» (1948) попалась на глаза И. В. Сталину при обсуждении кандидатов на Сталинскую Премию, и он спросил секретаря, является ли Л. П. Потапов ТЕМ Потаповым, который прислал докладную. Получив утвердительный ответ, решение о присуждении премии 1951 года было принято.
В творчестве Л. П. Потапова особое место занимали религиозные верования тюрков Южной Сибири. Выдвинул гипотезу о сравнительно позднем происхождении шаманизма у народов Южной Сибири, развивавшегося на основе локальных культов природы. В сфере духовной культуры Потапов рассматривал доисламские верования народов Средней Азии.
Вопросы этногенеза постоянно изучались профессором Потаповым с позиций комплексного подхода к различным этнографическим источникам.
В 1948 г. издал «Очерки по истории алтайцев» (Новосибирск, 1948), получившие Государственной премии. Потапов стал одним из авторов многотомных «Очерков истории СССР», а также «Истории СССР», участвовал в 5-томной «Истории Сибири». Кроме того, опубликовал «Краткий очерк культуры и быта алтайцев» (Горно-Алтайск, 1948), «Краткие очерки истории, этнографии хакасов» (XVII—XIX вв.) (Абакан, 1952), «Происхождение и формирование хакасской народности» (Абакан, 1957), «Этнический состав и происхождение алтайцев» (Л.,1969), «Очерки народного быта тувинцев» (М.,1969).
Внес крупный вклад в создание Горно-Алтайского научно-исследовательского института истории, языка и литературы совместно с учёным Н. А. Баскаковым. С 1949 г. Л. П. Потапов возглавлял комплексную Саяно-Алтайскую экспедицию, работавшую в Горном Алтай, Шории, Хакасии и Туве. В 1957 г. она была преобразована в Тувинскую комплексную археолого-этнографическую экспедицию. В результате работ экспедиции были опубликованы три тома «Трудов Тувинской комплексной археолого-этнографической экспедиции», изданных под руководством и под редакцией Л. П. Потапова, ряд монографий Л. П. Потапова, А. Д. Грача, С. И. Вайнштейна, В. П. Дьяконовой. Сотрудники экспедиции приняли непосредственное участие в создании коллективной монографии «История Тувы» (т.1). «Труды» экспедиции получили высокую оценку в нашей стране и за рубежом.
В 1956 году коллектив сибиреведов Института этнографии АН СССР опубликовал капитальный обобщающий труд «Народы Сибири» (из серии «Народы Мира»). В этой объёмистой монографии главы «Алтайцы», «Хакасы», «Тувинцы» и «Шорцы» написаны Л. П. Потаповым. Им же с участием других авторов написана глава «Историко-этнографический очерк русского населения Сибири в дореволюционный период». Эта книга была переведена на английский язык в издании Чикагского университета (США).
Леонид Павлович являлся одним из редакторов и авторов коллективного труда «Историко-этнографического атласа Сибири» (изд. АН СССР. — М.-Л., 1961). Основное внимание коллектива авторов в этом исследовании обращено на материальную культуру сибирских народов. Под редакцией Потапова вышли такие фундаментальные труды, как «Материалы по изобразительному искусству народов Сибири XIX — начала XX вв.» С. В. Иванова (М.-Л., 1954), его же «Орнамент народов Сибири как исторический источник» (М.-Л., 1963) и другие.
Л. П. Потапов являлся одним из ведущих специалистов музейного дела в СССР и России. Будучи заведующим отдела Сибири и заместителем директора по научной части ГМЭ народов СССР, он осуществил разработку больших содержательных экспозиций. За успешную работу в музееведении в 1941 году его имя занесено в республиканскую книгу Почета Наркомпроса РСФСР.
Вместе с другими учеными нашей страны он неоднократно представлял советскую этнографическую науку на международных конгрессах и встречах. Принимал активное участие в работе XXIII и XXV международных конгрессов востоковедов, проходивших в Лондоне (1954 г.) и в Москве (1960 г.), а также VI международного конгресса антропологов и этнографов (Париж, 1960 г.). На VII международном конгрессе антропологических и этнографических наук, состоявшемся в Москве в августе 1964 года, руководил секцией музееведения. По поручению АН СССР он часто выезжал в различные страны: в Чехословакию, Англию и Мексику.
Л. П. Потаповым была создана научная школа по изучению народов Сибири, главным образом, конечно, Саяно-Алтайского региона. Им было подготовлено 34 кандидата и 14 докторов наук.
Особый вклад в развитие российской этнографической науки внесла его работа «Алтайский шаманизм» (1991 г.), основанная на богатейшем полевом материале, собранном Леонидом Павловичем в ходе его бесчисленных полевых исследований.

## Последние годы
В 1993 году Л. П. Потапов стал лауреатом премии Американского фонда по изучению шаманизма.
39-я сессия Постоянной Международной алтаистической конференции, состоявшаяся 16-21 июня 1996 г. в г. Сегерде (Венгрия), единогласно присудила Л. П. Потапову премию Индианского университета за алтаистические исследования, известную как «Золотая медаль ПИАК». В телеграмме президента ПИАК, профессора Д. Синора, направленной в Санкт-Петербург на имя Л. П. Потапова, говорится: «Этим актом Комитет, связанный необходимостью выбора из нескольких кандидатов, хочет выразить своё восхищение Вашей жизнью, посвященной развитию алтаистических исследований. Вы, должно быть, знаете, что до Вас этой чести были удостоены следующие русские ученые: Н. Н. Поппе (1970), В. И. Цинциус (1972), А. Н. Кононов (1976), Н. А. Баскаков (1980), А. М. Щербак (1992). <…> От имени ПИАК и от меня лично примите сердечные пожелания Вам личного благополучия, счастья и дальнейших выдающихся успехов в Вашей исследовательской работе».
Последней книгой Л. П. Потапова стала работа «Охотничий промысел алтайцев» (Отражение древнетюркской культуры в традиционном охотничьем промысле алтайцев) (СПб, 2001), которая вышла из печати после смерти автора.
Скончался 9 октября 2000 г. на даче, в пос. Комарово под Петербургом после тяжелой болезни на 96 году жизни. В храме Иконы Казанской Божией Матери (г. Зеленогорск) был совершен чин отпевания. Похоронен на Комаровском поселковом кладбище, рядом с супругой Эдит Густавовной Гафферберг (1906—1971).
Сын Роальд (1933—2018) — орнитолог.